# Furlong Creek
Koordinaten: 77° 39′ S, 163° 9′ O
Der Furlong Creek ist ein 2,6 km langer glazialer Schmelzwasserfluss im Taylor Valley des ostantarktischen Viktorialands.  Er fließt vom Howard-Gletscher zum Delta Stream. Der Spaulding Pond liegt auf seinem Weg.
Seinen Namen erhielt er auf Vorschlag der US-amerikanischen Hydrologin Diane Marie McKnight, Leiterin der Mannschaft des United States Geological Survey, welche zwischen 1987 und 1994 das Flusssystem des Fryxellsees untersuchte. Namensgeber ist der Hydrologe Edward Furlong, der an diesen Forschungsaktivitäten beteiligt war.